# نینو مارکزینی
نینو مارکزینی (ایتالیایی: Nino Marchesini؛ ۱۸۹۵ – ۱۳ ژانویهٔ ۱۹۶۱) بازیگر اهل ایتالیا بود.
از فیلم‌هایی که وی در آن نقش داشته‌است، می‌توان به همسر زیبای میلر، به من نگو!، زنجیرهای ناپیدا، ده فرمان، فرشته سپید و شش همسر باربابلو اشاره کرد.